# آیلین آلن
مری آیلین کانکوئست-آلن (انگلیسی: Mary Aileen Conquest-Allen؛ ‏ ۲۲ دسامبر ۱۸۸۸ – ۴ سپتامبر ۱۹۵۰) قهرمان شیرجه اهل ایالات متحده آمریکا بود که در بازی‌های المپیک تابستانی ۱۹۲۰ به رقابت پرداخت و بعدها در چند فیلم صامت بازی کرد.
وی در بازی‌های المپیک تابستانی ۱۹۲۸ مربی «دو و میدانی» تیم ملی زنان ایالات متحده آمریکا و در جریان بازی‌های المپیک تابستانی ۱۹۳۲ مربی تیم شنای زنان ایالات متحده آمریکا بود.
از فیلم‌هایی که وی در آن‌ها نقش داشته است، می‌توان به لوک و پریان دریا و زندگی باشگاهی پرشتاب لوک اشاره نمود.